# Фенеридис, Алекс
Алекс Фенеридис (англ. Alex Feneridis; 13 ноября 1989, Веллингтон) — новозеландский футболист, полузащитник. Участник Олимпийских игр в Лондоне (2012).

## Биография
Сын новозеландского бизнесмена и коннозаводчика Косты Фенеридиса, внук чемпиона Новой Зеландии по шахматам Аркадиоса Фенеридиса. У него есть младшая сестра Даниэлла.
На профессиональном уровне дебютировал в составе клуба «Окленд Сити» в 2008 году. В составе команды дважды становился чемпионом Новой Зеландии и регулярно принимал участие в Лиге чемпионов ОФК, которую выигрывал четыре раза. В финале розыгрыша 2012/13 забил победный гол, принеся победу со счётом 2:1. В его последний сезон в клубе, «Окленд Сити» также выиграл Лигу чемпионов, но Фенеридис не провёл в этом розыгрыше ни одного матча. В 2014 году перешёл в «Тим Веллингтон». Вместе с командой он дважды доходил до финала Лиги чемпионов, но оба раза уступил своему бывшему клубу «Окленд Сити». Также стал чемпионом страны в сезоне 2015/16. С 2016 года выступает в полупрофессиональной лиге за «Гленфилд Роверс».
В 2012 году Фенеридис принимал активное участие в отборочном турнире к Олимпийским играм 2012, в котором победу одержала Новая Зеландия. Позже он вошёл в состав сборной на финальный турнир в Великобритании, где сыграл в матче 2-го тура против Египта (1:1), появившись на замену на 88-й минуте, но в двух других матчах остался на скамейке запасных. По итогам группового этапа Новая Зеландия набрала 1 очко и завершила выступление на Олимпиаде.

## Достижения
«Окленд Сити»
- Чемпион Новой Зеландии (2): 2008/09, 2013/14
- Черити кап (2): 2011, 2013
- Победитель Лиги чемпионов ОФК (4): 2008/09, 2010/11, 2011/12, 2012/13

«Тим Веллингтон»
- Чемпион Новой Зеландии: 2015/16
- Черити кап: 2014
- Финалист Лиги чемпионов ОФК (2): 2014/15, 2015/16